# Karol Ihring
Karol Ihring (Körmöcbánya, 1953. január 8. –) szlovák nemzetközi labdarúgó-játékvezető, sportvezető.

## Pályafutása

### Nemzeti játékvezetés
A játékvezetői vizsgát 1979-ben tette le, 1989-ben lett országos, 1991-ben lett I. Ligás játékvezető. Az aktív nemzeti játékvezetéstől 1998-ban vonult vissza.

### Nemzetközi játékvezetés
A Szlovák labdarúgó-szövetség Játékvezető Bizottsága (JB) terjesztette fel nemzetközi játékvezetőnek, a Nemzetközi Labdarúgó-szövetség (FIFA) 1993-tól tartotta nyilván bírói keretében. Több nemzetek közötti válogatott és klubmérkőzést vezetett. A szlovák nemzetközi játékvezetők rangsorában, a világbajnokság-Európa-bajnokság sorrendjében a 3. helyet foglalja el 5 találkozó szolgálatával. Az aktív nemzetközi játékvezetéstől 1998-ban  a FIFA 45 éves korhatárát elérve búcsúzott. Válogatott mérkőzéseinek száma: 9.

#### Világbajnokság
A világbajnoki döntőhöz vezető úton Franciaországba a XVI., az 1998-as labdarúgó-világbajnokságra a FIFA JB bíróként alkalmazta.

##### Selejtező mérkőzés
| Időpont             | Helyszín                    | Mérkőzés típusa           | Mérkőzés                  | Eredmény | Nézők száma |
| ------------------- | --------------------------- | ------------------------- | ------------------------- | -------- | ----------- |
| 1996. augusztus 31. | Razdan Stadion, Jereván     | előselejtező (9. csoport) | Örményország–Portugália   | 0 : 0    | 6 015       |
| 1997. június 8.     | Park Stadion, Koppenhága    | előselejtező (1. csoport) | Dánia–Bosznia-Hercegovina | 2 : 0    | 41 592      |
| 1997. szeptember 6. | Központi Stadion, Ljubljana | előselejtező (1. csoport) | Szlovénia–Görögország     | 0 : 3    | 5 000       |

#### Európa-bajnokság
Az európai-labdarúgó torna döntőjéhez vezető úton Angliába a X., az 1996-os labdarúgó-Európa-bajnokságra az UEFA JB játékvezetőként foglalkoztatta.

##### Selejtező mérkőzés
| Időpont            | Helyszín                     | Mérkőzés típusa           | Mérkőzés           | Eredmény | Nézők száma |
| ------------------ | ---------------------------- | ------------------------- | ------------------ | -------- | ----------- |
| 1994. november 16. | Ljudski vrt Stadion, Maribor | előselejtező (4. csoport) | Litvánia–Szlovénia | 1 : 2    | 4 000       |
| 1995. április 26.  | Park Stadion, Koppenhága     | előselejtező (2. csoport) | Dánia–Macedónia    | 1 : 0    | 38 888      |

## Sportvezetőként
Az aktív játékvezetést befejezve 2000-től 2007-ig a FK Dukla Banská Bystrica futball klub sportigazgatója.

## Szakmai sikerek
Háromszor választották az Év Játékvezetőjének.

## Magyar vonatkozás
| Időpont            | Helyszín                    | Mérkőzés típusa          | Mérkőzés           | Eredmény | Nézők száma |
| ------------------ | --------------------------- | ------------------------ | ------------------ | -------- | ----------- |
| 1998. november 18. | Üllői úti Stadion, Budapest | 728. válogatott mérkőzés | Magyarország–Svájc | 1 : 1    | 3 000       |